# Carlo Bergonzi (tenor)
Carlo Bergonzi (Vidalenzo (nabij Parma), 13 juli 1924 – Milaan, 25 juli 2014) was een Italiaanse operatenor. Hoewel hij verschillende bel canto- en verismo-rollen uitvoerde en opnam, was hij vooral bekend van de opera's van Giuseppe Verdi, waaronder een groot aantal van de minder bekende werken van deze componist, die hij hielp herleven. In wezen een lirico-spinto-tenor, werd Bergonzi zeer bewonderd gedurende de top van zijn carrière vanwege zijn prachtige dictie, gladde legato, warme timbre en elegante frasering.

## Biografie
Bergonzi begon zijn zangstudie op de leeftijd van veertien jaar. Gedurende de Tweede Wereldoorlog was hij geïnterneerd in een Duits krijgsgevangenenkamp. Na de oorlog keerde hij terug naar Italië en studeerde hij aan het Boito Conservatorium in Parma.
In een interview in 1985 met Opera Fanatic Stefan Zucker noemde Bergonzi 1948 als begin van zijn professionele debuut, als een bariton, in de rol van Figaro in Rossini's Il barbiere di Siviglia. Andere baritonrollen die hij vertolkte omvatten:
- Arlesiana (Metifio),
- Don Pasquale (Dottor Malatesta),
- L'elisir d'amore (Belcore),
- Lucia di Lammermoor (Lord Enrico Ashton),
- Le astuzie di Bertoldo (Ghirlino),
- Pagliacci (Silvio),
- L'amico Fritz (Fritz Kobus),
- Cavalleria rusticana (Alfio),
- Werther (Albert),

- La bohème (Marcello),
- La Fanciulla del West (Sonora),
- Madama Butterfly (Sharpless),
- Manon Lescaut (Lescaut),
- Mignon (Laerte),
- Rigoletto (Rigoletto) en
- La traviata (Giorgio Germont).

In 1951, na het omscholen van zijn stem, maakte hij zijn debuut als tenor in de titelrol van Andrea Chénier in Bari. Datzelfde jaar engageerde de RAI, ter herdenking van de 50ste sterfdag van Giuseppe Verdi, Bergonzi voor een serie uitzendingen van de minder bekende Verdi-opera’s I due Foscari, Giovanna d'Arco en Simon Boccanegra.
In 1953 maakte Bergonzi zijn debuut aan het Teatro alla Scala in Milaan en in Londen, in de laatste stad als Alvaro in La forza del destino aan het Stoll Theatre. Zijn Amerikaanse debuut was aan de Lyric Opera of Chicago in 1955, en zijn debuut aan de Metropolitan Opera in New York (als Radames in Aida) kwam het jaar daarna. Zijn debuut aan Covent Garden, opnieuw als Alvaro, volgde in 1962.
Bergonzi vervolgde een drukke internationale carrière in de operahuizen en opnamestudio’s gedurende de jaren zestig. Zijn belangrijkste Italiaanse tenor-rivalen in deze tijd waren Franco Corelli en Mario del Monaco, die beiden een groter, volumineuzer en krachtiger geluid voortbrachten, en Giuseppe Di Stefano, wiens eens liefelijke lyrische stem aan het ten ondergaan was. Bergonzi volhardde langer dan zijn drie rivalen, hij zong de hele jaren zeventig nog aan de grote operahuizen. In de jaren tachtig echter, toen zijn stem door de leeftijd verminderde, concentreerde hij zich op recitals.
In 1996 nam Bergonzi deel aan het 25ste-verjaardagsgala van de dirigent James Levine aan de Metropolitan Opera. Hij gaf zijn Amerikaanse afscheidsconcert in de Carnegie Hall op 17 april 1996. Op 3 mei 2000 kwam evenwel de aankondiging dat hij de titelrol zou zingen in een concertante uitvoering van Otello, onder leiding van Eve Queler, en het Opera Orchestra of New York trok geweldige belangstelling, in het bijzonder omdat hij de veeleisende rol nooit op het toneel had gezongen. Bergonzi was niet in staat de uitvoering te voleinden, omdat zijn stem geïrriteerd zou zijn geraakt door de airconditioning in zijn kleedkamer. Een invaller nam over. Een geluidsopname van de grote repetitie van Otello onthulde dat Bergonzi's stem verrassend fris klonk voor een man van 75 jaar.
Na zijn pensionering besteedde Bergonzi veel van zijn tijd aan I due Foscari, zijn hotel in Busseto, die ook de Accademia Verdiana onderdak biedt. Bergonzi begeleidde verder de tenoren Roberto Aronica, Vincenzo La Scola, Filippo Lo Giudice, Philip Webb, Giorgio Casciari, Paul Caragiulo, Lance Clinker en Salvatore Licitra.
Bergonzi stierf medio 2014 op 90-jarige leeftijd. Hij liet veel opnames van complete opera's na, waaronder werken van Giuseppe Verdi, Giacomo Puccini, Pietro Mascagni en Ruggiero Leoncavallo.

## Repertoire als tenor
- Andrea Chénier, Bari, Teatro Petruzzelli, 18 januari 1951
- Giovanna d'Arco, Milaan, RAI, 26 mei 1951
- Pagliacci, Milaan, RAI, 10 juni 1951
- La forza del destino, Milaan, RAI, 16 juli 1951
- Un ballo in maschera. Milaan, Teatro Nuovo, 15 augustus 1951
- Simon Boccanegra, Rome, RAI, 21 november 1951
- I due Foscari, Milaan, RAI, 5 december 1951
- Adriana Lecouvreur, Prato, Teatro Metastasio, 31 december 1951
- Faust, Bari, Teatro Petruzzelli, 8 januari 1952
- Jenůfa (Steva), Rome, Teatro dell'Opera, 17 april 1952
- Ifigenia. Napels, San Carlo, 1 juni 1952
- Mefistofele, Rome, Baden van Caracalla, 1 juli 1952
- Madama Butterfly, Cagliari, augustus 1952
- Masaniello, Milaan, Teatro alla Scala, 25 maart 1953
- Rigoletto. Livorno, Teatro Goldoni, 20 mei 1953
- Aida, Buenos Aires, Colón, 24 juli 1953
- Tosca, Buenos Aires, Colón, 7 augustus 1953
- Manon Lescaut, Rovigo, Teatro Sociale, 24 oktober 1953
- Turandot, Catania, Teatro Massimo Bellini, 19 november 1953
- Loreley, Reggio Emilia, Teatro Municipale, 2 februari 1954
- L'incoronazione di Poppea, Milaan, RAI, 7 maart 1954
- Carmen, Monte Carlo, Salle Garnier, 30 januari 1955
- Lucia di Lammermoor, Brescia, Teatro Grande, 3 februari 1955

- Don Carlos, Buenos Aires, Teatro Colón, augustus 1955
- La traviata, Salsomaggiore, Teatro Nuovo, 10 september 1955
- Il tabarro, Chicago, Lyric, 16 november 1955
- Cavalleria rusticana, Chicago, Lyric, 26 november 1955
- L'amore dei tre re, Chicago, Lyric, 28 november 1955
- La Gioconda, Trieste, Castello di San Giusto, 16 juli 1956
- Il trovatore, New York, MET, 13 november 1956
- Fior di Maria, Milaan, RAI, 30 januari 1957
- La Bohème, Caracas, Teatro Municipal, oktober 1957
- Macbeth, New York, MET, 5 februari 1959
- L'elisir d'amore, San Sebastian, Teatro Victoria Eugenia, 26 augustus 1959
- Ernani, New York, MET, 26 november 1962
- La Wally, New York, Carnegie Hall, 13 maart 1968
- Werther, Napels, Teatro San Carlo, 11 februari 1969
- Norma, New York, MET, 3 maart 1970
- Luisa Miller, Genua, Teatro Margherita, 20 september 1972
- Edgar, New York, Carnegie Hall, 13 april 1977
- I Lombardi alla prima crociata, San Diego, Russ Auditorium, 22 juni 1979
- Il corsaro, New York, Town Hall, 16 december 1981
- Attila, Tulsa, Chapman Music Hall, 6 maart 1982
- Otello, New York, Carnegie Hall, 3 mei 2000